# Dominick Cirillo

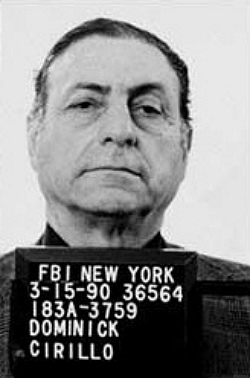
Gefängnisfoto aus dem Jahr 1990

Dominick „Quiet Dom“ Cirillo (* 4. Juli 1929; † 14. Januar 2024) war ein US-amerikanischer Mobster und Oberhaupt der Genovese-Familie.

## Leben
Cirillo war wie Vincent Gigante ein Boxer und wurde ebenfalls von Thomas Eboli als Manager betreut, wodurch er seinen Einstieg in das kriminelle Milieu der La Cosa Nostra fand.
Seine erste strafrechtliche Verurteilung erhielt er 1952 wegen Beteiligung am illegalen Drogenhandel und war in den Folgejahren immer in der Nähe des späteren Oberhaupts Vincent „Chin“  Gigante zu beobachten, der 1982 Anthony Salerno ablöste, nachdem dieser einen Schlaganfall erlitten hatte (trotzdem wurde Salerno als vermeintlicher Boss der Genovese-Familie 1986 zu 100 Jahren Gefängnis verurteilt).
Gigante musste 1997 selbst ins Gefängnis. Statt eines Nachfolgers fand sich ein Komitee zusammen, das als „Administration“ bekannt und von Cirillo angeführt wurde. Damit war Cirillo der Repräsentant bei Geschäften und Vereinbarungen mit den anderen Clans der Mafia, insbesondere mit den anderen „Familien“ in New York City.
Bei Gigantes Tod im Dezember 2005 hatte Cirillo der stille und ruhige Führungsstil den Titel „Quiet Don“ eingetragen und er kann seitdem als offizieller Anführer der Genovese-Familie gesehen werden.
Allerdings könnte ein Herzinfarkt im Jahr 1998 seine Position bereits geschwächt haben. Seit Dominick Cirillo am 18. Oktober 2005 mit vier anderen hochrangigen Genovese-Mitgliedern (Lawrence „Little Larry“ Dentico, John „Johnny Sausage“ Barbato, Deniz „Deme“ Meissner, Anthony „Tico“ Antico) zu 46 Monaten Gefängnis verurteilt worden war, stellte sich mit Haftantritt am 3. März 2006 die Führungsfrage im Genovese-Clan erneut. Nicholas Cirillo, sein Sohn, kam dafür nicht mehr in Frage; er war bereits seit dem 9. Mai 2004 spurlos verschwunden. Drei Wochen später wurde zwar sein verlassener Wagen aufgefunden, von seiner Leiche fehlt aber bis heute jede Spur. Ohnehin hatte sein Vater ihn für die Nachfolge in der Bonanno-Familie vorgesehen und die Untersuchungsbeamten verdächtigen deshalb deren Oberhaupt Vincent „Vinny Gorgeous“ Basciano und seinen Caporegime Dominick Cicale.
Der „Acting Boss“ der Genovese-Familie ist Daniel Leo, Jahrgang 1941, ein unauffälliger Gangster, der aber laut Jerry Capecis Ganglandnews.com bereits in der Vergangenheit Initiations-Zeremonien für neue Mitglieder geleitet hat.